# Posada Dolna
Posada Dolna – część miasta Rymanów, do 1959 samodzielna wieś. Leży na północ od centrum miasta, wzdłuż szosy wylotowej na Ladzin.

## Historia
Dawniej wieś i gmina jednostkowa w powiecie sanockim, za II RP w woј. lwowskim. W 1934 w nowo utworzonej zbiorowej gminie Rymanów, gdzie utworzyła gromadę.
Podczas II wojny światowej w gminie Rudnik w powiecie Krosno w dystrykcie krakowskim (Generalne Gubernatorstwo). Liczyła wtedy 1079 mieszkańców.
Po wojnie znów w gminie Rymanów w powiecie sanockim, w nowo utworzonym województwie rzeszowskim. Jesienią 1954 zniesiono gminy tworząc gromady. Posada Dolna została siedzibą nowo utworzonej gromady Posada Dolna.
31 grudnia 1959 Posadę Dolną włączono do Rymanowa.